# جيمي لويس (لاعب دارت)
جيمي لويس (بالإنجليزية: Jamie Lewis)‏ (و. 1991  م) هو لاعب دارت من المملكة المتحدة، وويلز.

## روابط خارجية
- جيمي لويس على موقع DartsDatabase.co.uk (الإنجليزية)